# تپه حنای مقدس

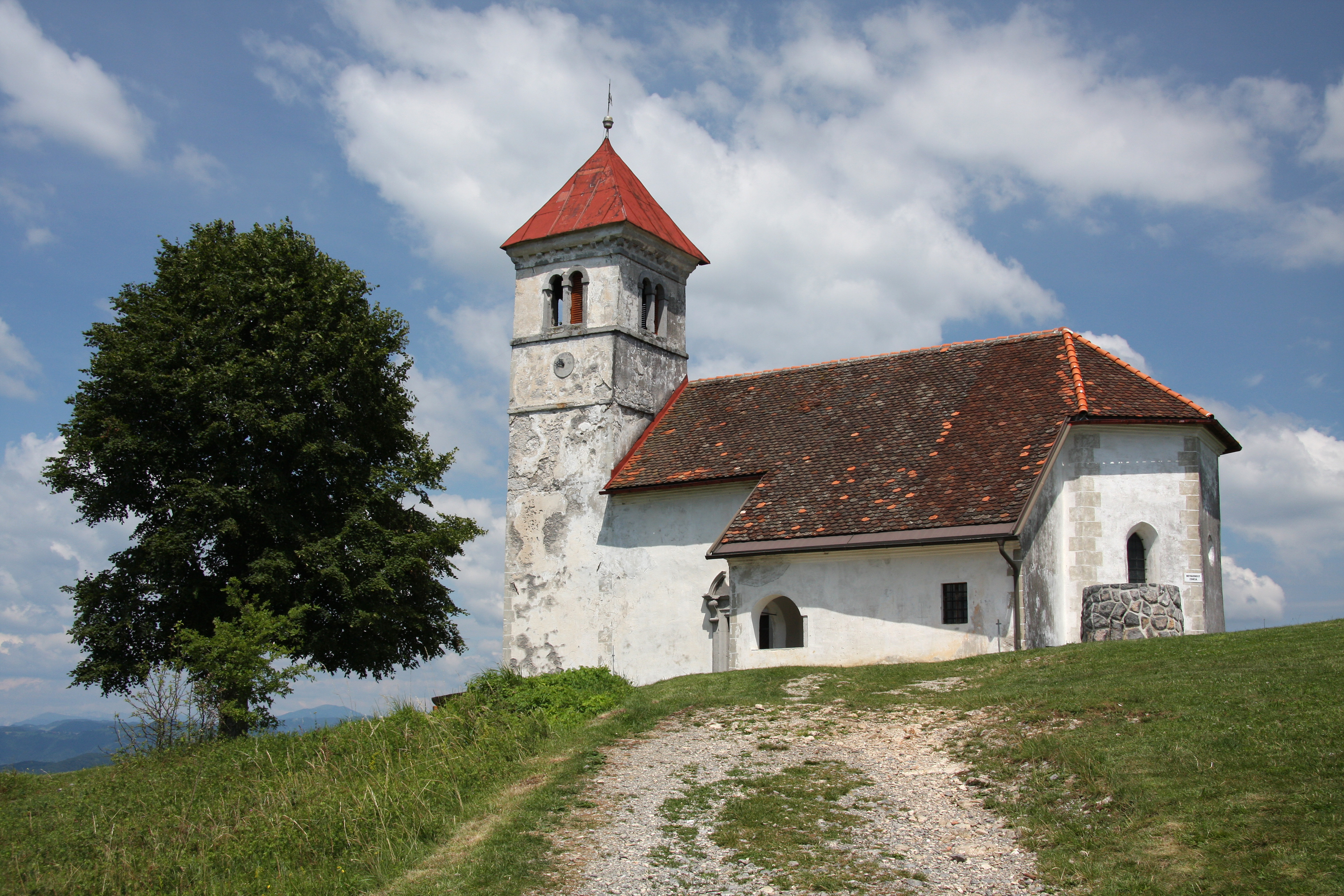
کلیسای حنای مقدس (سنت آن) در بالای تپه

تپه حنای مقدس (یا تپه سنت آن) به ارتفاع ۴۸۴ متر، قسمتی از کوه‌های آلپ و در مرکز اسلوونی قرار دارد. در بالای تپه کلیسای سنت آن (حنای مقدس) قرار گرفته‌است. این مکان از جاذبه‌های گردشگری اسلوونی است.